# 9419 Keikochaki
9419 Keikochaki este un asteroid din centura principală de asteroizi.

## Descriere
9419 Keikochaki este un asteroid din centura principală de asteroizi. A fost descoperit pe 12 decembrie 1995 la Ōizumi de Takao Kobayashi. Asteroidul prezintă o orbită caracterizată de o semiaxă mare de 2,24 ua, o excentricitate de 0,14 și o înclinație de 4,5° în raport cu ecliptica.